# Coniochaeta
Coniochaeta (Sacc.) Cooke (włosopyłka)– rodzaj grzybów z rodziny Coniochaetaceae.

## Charakterystyka
Owocniki typu perytecjum, występujące pojedynczo lub w skupiskach, na powierzchni lub częściowo zanurzone w podłożu, kuliste lub o kształcie zbliżonym do kulistego. Ściana ciemnobrązowa, naga lub z brązowymi szczecinkami lub sztywnymi włosami. Brodawka ostiolum wyłożona peryfizami. Ściana perydium dwuwarstwowa, zewnętrzna warstwa złożona z brązowych, grubościennych, kanciastych komórek, wewnętrzna warstwa z cienkościennych, szklistych, spłaszczonych komórek. Wewnątrz worki ze wstawkami. Worki unitunikowe, cylindryczne, na szypułkach, 8-zarodnikowe, jednorzędowe. Askospory 1-komórkowe, brązowe, elipsoidalne, z podłużną porą rostkową.
Siedlisko: Rozwijają się na łodygach roślin zielnych.

## Systematyka i nazewnictwo
Pozycja w klasyfikacji według Index FungorumConiochaetaceae, Coniochaetales, Diaporthomycetidae, Sordariomycetes, Pezizomycotina, Ascomycota, Fungi.
TaksonomiaPo raz pierwszy opisał go Pier Andrea Saccardo, nadając mu nazwę Rosellinia subgen. Coniochaeta. Aktualną nazwę nadał mu Mordecai Cubitt Cooke w 1887 r. Synonimy nazwy naukowej:
- Coniochaetidium Malloch & Cain 1971
- Coniomela (Sacc.) Kirschst. 1934
- Cucurbitariella Petr. 1917
- Cucurbitula Fuckel 1870
- Ephemeroascus Emden 1973
- Germslitospora Lodha 1978
- Lecythophora Nannf. 1934
- Pleosporopsis Oerst. 1866
- Poroconiochaeta Udagawa & Furuya 1979
- Rosellinia subgen. Coniochaeta Sacc. 1882
- Rosellinia subgen. Coniomela Sacc. 1882
- Sphaerodermatella Seaver 1909
- Sphaerodermella Höhn. 1907
- Sphaeropyxis Bonord. 1864[3].

Polską nazwę zaproponowała Komisja ds. Polskiego Nazewnictwa Grzybów Polskiego Towarzystwa Mykologicznego w 2025 r.
Gatunki występujące w Polsce:
- Coniochaeta discospora (Auersw.) Cain 1934
- Coniochaeta ligniaria (Grev.) Cooke 1887
- Coniochaeta malacotricha (Auersw. ex Niessl) Traverso 1907
- Coniochaeta pulveracea (Ehrh. ex Pers.) Munk 1948
- Coniochaeta sarothamni (J. Schröt.) Arx & E. Müll. 1954
- Coniochaeta subcorticalis (Fuckel) Cooke 1887
- Coniochaeta xylariispora (Cooke & Ellis) Cooke 1887

Nazwy naukowe według Index Fungorum. Wykaz gatunków według W. Mułenki i innych.